# Cédric Perrin
Cédric Perrin, né le 20 janvier 1974 à Belfort, est un homme politique français.
Maire de Beaucourt entre 2008 et 2017, il est sénateur du Territoire de Belfort depuis le 28 septembre 2014, membre des Républicains et président de la commission des Affaires étrangères, de la Défense et des Forces armées du Sénat. Il est également conseiller départemental du Territoire de Belfort depuis le 27 juin 2021.

## Biographie
Issu d'une famille beaucourtoise, il effectue sa scolarité dans le collège Saint-Exupéry à Beaucourt entre 1985 et 1988. ll se rend ensuite à Belfort pour poursuivre sa scolarité dans le lycée Gustave Courbet. C'est en première qu'il commence à s'intéresser à la politique et adhère au RPR. Après avoir obtenu son baccalauréat en 1993, il part à Strasbourg faire ses études dans l'université Robert Schuman où il obtient un diplôme d'études supérieures spécialisées (DESS) de droit privé en 1999.
En 1999, il travaille à l'ambassade de France à Buenos Aires sur la problématique de l'implantation des entreprises françaises en Argentine. En 2001, il devient le troisième adjoint du nouveau maire de Beaucourt, Antoine Morandini. La même année, à l'âge de 27 ans, il devient le plus jeune conseiller général de France en étant élu conseiller général du canton de Beaucourt. Entre 2001 et 2002, il travaille à la communauté d'agglomération du pays de Montbéliard. En 2002, à la suite de l'élection de Damien Meslot en tant que député du Territoire de Belfort, ce dernier choisit Cédric Perrin comme suppléant. C'est aussi l'année où il devient juriste à l'Assemblée nationale.
En 2008, il se présente en tant que candidat, lors des élections municipales de 2008, à la mairie de Beaucourt. Le 9 mars 2008, il est élu avec 50,19 % des voix contre 28,67 % pour Guy Berthelot et 21,14 % pour Antoine Morandini (maire sortant), ses deux adversaires directs.
En mars 2014, lors des municipales, il brigue un second mandat à la mairie de Beaucourt. Tête de la liste (UMP) nommée Allez Beaucourt, il l'emporte largement dès le premier tour face à son seul opposant Guy Berthelot (DVG), avec 75,37 % des suffrages le 23 mars. Proche de Damien Meslot, élu maire de Belfort le même jour, il devient chargé de mission aux ressources humaines de la ville de Belfort. Enfin, en septembre, il succède à l'ancien ministre Jean-Pierre Chevènement en tant que sénateur du Territoire de Belfort après une victoire à nouveau au premier tour avec 52,59 % des voix,.
En vue de l'élection présidentielle de 2017, il soutient François Fillon pour la Primaire française de la droite et du centre de 2016 puis parraine Laurent Wauquiez pour le congrès des Républicains de 2017, scrutin lors duquel est élu le président du parti.
Conformément à la loi de non-cumul des mandats pour les parlementaires, Cédric Perrin renonce à son poste de maire de Beaucourt. En place depuis mars 2008, il est remplacé par Thomas Bietry. Il démissionne, dans le même temps, de sa fonction de vice-président de l'intercommunalité CCST dont il reste cependant membre du conseil communautaire.  
En septembre 2020, Cédric Perrin est réélu Sénateur du Territoire de Belfort avec 72,24 % des voix. L'année suivante, il décide de se présenter aux élections départementales pour le canton de Delle aux côtés de son attachée parlementaire Anaïs Monnier Von Aesch. Seul en lice, le binôme est élu au second tour n'ayant pas atteint le seuil des 25 % des inscrits. Conformément à la loi de non-cumul des mandats pour les parlementaires, Cédric Perrin renonce à ses fonctions de conseiller municipal de Beaucourt et conseiller communautaire à la CCST.
En 2023, il est élu président de la commission des Affaires étrangères, de la Défense et des Forces armées du Sénat.

## Synthèse des mandats
- 2001-2008 : Maire-adjoint de Beaucourt (Territoire de Belfort)
- 2001-2015 : Conseiller général du Territoire de Belfort (canton de Beaucourt)
- 2002-2014 : Député suppléant de Damien Meslot
- 2008-2017 : Maire de Beaucourt (Territoire de Belfort)
- 2014-2017 : Vice-président de la Communauté de communes du Sud Territoire

### Mandat en cours
- Depuis 2014 : Sénateur du Territoire de Belfort
- Depuis 2021 : Conseiller départemental du Territoire de Belfort (canton de Delle)